# SVP (société)
Pour les articles homonymes, voir SVP.
 (janvier 2022).
Si vous disposez d'ouvrages ou d'articles de référence ou si vous connaissez des sites web de qualité traitant du thème abordé ici, merci de compléter l'article en donnant les références utiles à sa vérifiabilité et en les liant à la section « Notes et références ».
SVP est une société de services destinée principalement aux professionnels. 
Créée en 1935 par Georges Mandel, le ministre des PTT, pour désengorger les services de renseignements des administrations, elle s'est orientée par la suite vers le marché à destination des entreprises (B to B).
Sa célébrité était particulièrement importante dans le grand public dans les années 1960 et 1970 du fait de son emploi comme standard téléphonique par la télévision française de l'époque pour permettre aux téléspectateurs de réagir en direct à certaines émissions de télévision, notamment Les Dossiers de l'écran, La Une est à vous, ou SVP Disney.